# Abaetetuba
Abaetetuba város Brazíliában, Pará államban. Lakosainak száma 158 188 fő (2022). Abaetetuba Igarapé-Miri, Barcarena, Moju, Muaná és Ponta de Pedras településekkel határos.

## Népesség
A település népességének változása:
| Lakosok száma | 141 100 | 151 934 | 159 080 | 160 439 | 158 188 |
|               | 2000    | 2016    | 2020    | 2021    | 2022    |